# Mainzer Gelehrte Lesegesellschaft
Die Mainzer Gelehrte Lesegesellschaft war eine von etwa 500 Lesegesellschaften im späten 18. Jahrhundert. Die bis zu 200 Mitglieder waren Adelige, hochrangige Geistliche, Professoren der Kurfürstlichen Universität und hochrangige Beamte des Kurmainzer Hofstaates. Diese hatten Zugriff auf knapp 100 Zeitschriften verschiedenster Art, sowohl allgemeinbildende, politische wie auch wissenschaftliche Druckwerke. Die Mainzer Gelehrte Lesegesellschaft, die sich später in einen „aristokratischen“ und einen „demokratischen“ Zweig aufspaltete und Vorbild für weitere Einrichtungen ähnlicher Art war, existierte bis in die Mitte des 19. Jahrhunderts.

## Vorgeschichte
In der 2. Hälfte des 18. Jahrhunderts fassten die Gedanken der Aufklärung auch in Kurmainz Fuß. Vorangetrieben durch den seit 1763 herrschenden Mainzer Kurfürsten, Emmerich Joseph von Breidbach zu Bürresheim, kam es zu einer Vielzahl von progressiven Veränderungen. Auch die Lesekultur nahm, wie in anderen aufklärerisch geprägten Teilen des heutigen Deutschlands auch, in den gebildeteren Kreisen zu. Das Bedürfnis nach der Lektüre von Zeitungen, Magazinen und sonstigen Publikationen verschiedenster Natur – von allgemeinen über politische bis hin zu wissenschaftlichen Informationen – aus dem In- und Ausland stieg. Da die Anschaffung für einzelne Personen oft unrentabel, unpraktisch oder auch zu teuer war, organisierte man sich in Gesellschaften oder Zirkel, oft mit klubähnlichem Charakter. Die rund 500 aktiven Lesegesellschaften vor Ausbruch der Französischen Revolution in dem Gebiet des damaligen Heiligen Römischen Reiches Deutscher Nation, unter anderem auch in Mainz, Worms und Speyer zeigen die Beliebtheit dieser Einrichtungen.

## Gründung und erste Jahre
Bereits 1766, kurz nach dem Amtsantritt Emmerich Joseph von Breidbach zu Bürresheims, lassen sich erste Initiativen zur Gründung einer Lesegesellschaft in Mainz feststellen. Johann Joseph Friedrich von Steigentesch, Kurmainzer Hofgerichtsrat, war Herausgeber des Periodikums „Der Bürger“, das im Auftrag des Kurfürsten herausgegeben wurde und dem Volk die Ideen der Aufklärung näher bringen sollte. In der zweiten Ausgabe des Jahrgangs 1766 beschrieb von Steigentesch seinen Idee:
"Da nicht alle Leute vollkommen gelehrt, das heißt Capitalisten sind, und auch nicht gerne unnöthige Ausgaben auf Bücher verwendet, so habe ich einen Plan gemacht, daß einer viele Bücher lesen kann , wovon er nur eines bezahlt."
Des Weiteren legte von Steigentesch seine Ideen zu den Statuten einer solchen Gesellschaft da. Letztendlich kam es aber nach diesem Vorstoß nicht zu einer Gründung, und von Steigentesch verließ bald Mainz.
Die aufklärerische Politik seines Vorgängers wurde, nach einem kurzen konservativen Intermezzo nach seinem Amtsantritt, auch von seinem Nachfolger, Friedrich Karl Joseph von Erthal, fortgeführt. Zum Jahreswechsel 1781/82 kam es zur Gründung der Gelehrten Lesegesellschaft in Mainz. Erster Direktor der Gesellschaft wurde der kurfürstliche Geheimrat Wilhelm von Graccher, erster Sekretär der Vikarius Johann Peter Schunk. Wesentlicher Bestandteil der neugegründeten Gesellschaft war ein eigenes Domizil als gemeinsamer Treffpunkt und zur Verfügungstellung der erworbenen Periodika. 1783 traf man sich im Haus des Assessors Nikolaus Vogt am Karmeliterplatz, wo man ein Vorzimmer, zwei Lesezimmer und zwei Sprechzimmer anmietete. 1790 zog man in ein Haus des Domkapitulars am Höfchen um, wobei es sich wahrscheinlich um das so genannte Lottohaus handelte, den Sitz der Kurfürstlichen Zahlenlotterie. Die Räumlichkeiten der Gesellschaft wurden von dem darüber wohnenden Provisor (Verwalter) der Gesellschaft in Ordnung gehalten. Er musste auch dafür sorgen, dass diese ganzjährlich von neun Uhr morgens bis abends zehn Uhr zugänglich waren.
1784 wurde der Universitätskurator Anselm Franz von Bentzel-Sternau Direktor, 1785 folgte ihm der Universitätsrektor Johann Baptist Horix, später der Prorektor, der Staatsrechtler Peter Anton von Frank. Zu Unruhen kam es nach 1789 in Folge der Französischen Revolution. Auch in der Gelehrten Lesegesellschaft gaben sich nun Mitglieder offen als Revolutionsanhänger zu erkennen. 1791 kam es dann aufgrund inhaltlicher Differenzen zur Spaltung: Mathias Metternich und sein Kollege Andreas Joseph Hofmann waren hierbei federführend bei der Aufteilung der Lesegesellschaft in eine Aristokratische und eine Demokratische Lesegesellschaft.

## Die Mainzer Lesegesellschaft im 19. Jahrhundert
Die Blütezeit der Lesegesellschaften im deutschsprachigen Raum endete mit dem Beginn des 19. Jahrhunderts. Auch die Mainzer Gelehrte Lesegesellschaft überstand die gesellschaftlichen und politischen Veränderungen zum Ende des 18. Jahrhunderts nur mit Mühe.
In einem Aufruf in der Mainzer Zeitung am 16. Thermidor im 11. Jahr der französischen Republik (16. August 1803) beklagte ein Leser namens Weitzel den schlechten Zustand der Lesegesellschaft:
Die hiesige Lesegesellschaft kann unter den Verhältnissen , unter welchen sie gegenwärtig besteht, und in ihrer gegenwärtigen Form nicht länger bestehen. Sie ist ihrer Auflösung nahe, und so verlöhre dann Mainz das lezte Mittel einer ausgebreiteten geselligen Mittheilung, das zur Unterhaltung und Belehrung diente.
Der Unterzeichnende warb nochmals für die Bedeutung einer solchen Gesellschaft und kündigte ...verbesserte Anordnungen an um der Lesegesellschaft ...wenn es möglich ist, die frühere Gestalt [wiederzugeben], in der sie so blühend war. Am 23. August 1819 trat die Lesegesellschaft wieder an die Öffentlichkeit. Zur Feier des 70. Geburtstags von Johann Wolfgang von Goethe richtete man ein Fest aus. Goethe bedankte sich brieflich am 10. Oktober 1819 und widmete der Mainzer Lesegesellschaft das Gedicht Die Feier des 28. Augusts dankbar zu erwidern.
1828 kam es zu einem Zusammenschluss der Lesegesellschaft mit der bis 1808 zurückgehenden Mainzer Casino-Gesellschaft. Diese war eher für Bälle, Konzerte und andere Aktivitäten des biedermeierzeitlichen Kulturlebens zuständig. Trotzdem soll es nach zeitgenössischen Schilderungen noch 1844 ein Lese-Cabinet im „Casino im Hofe zum Gutenberg“ gegeben haben. Hier wurden noch um die 60 Zeitungen und Zeitschriften in deutscher, französischer und englischer Sprache vorgehalten und weiterhin belletristische Neuerscheinungen angeschafft.
1832 wurde der Provinzialregierung von Rheinhessen, Mainz gehörte seit 1816 zum Großherzogtum Hessen-Darmstadt, ein Antragsschreiben zur Genehmigung der Statuten einer Allgemeinen Lesegesellschaft vorgelegt. Unterzeichnet war der Antrag von 115 Mainzer Bürgern. Diese gehörten mehrheitlich zu den Gewerbe- und Handelstreibenden in Mainz. Initiiert wurde der Antrag unter anderem von den Juristen Georg Strecker und Franz Zitz sowie von Germain Metternich, Sohn des Mathias Metternich. Hatte der Antrag zuerst gute Aussichten auf Erfolg und zur Zulassung der Lesegesellschaft am 1. Juni 1832, wurde er nach den Ereignissen rund um das Hambacher Fest, bei dem die maßgeblichen Antragsteller aktiv beteiligt waren, aus politischen Gründen abgelehnt.
Die Spuren der ursprünglichen Mainzer Gelehrten Lesegesellschaft verlieren sich ab der 2. Hälfte des 19. Jahrhunderts. Bereits kurz nach ihrer Gründung 1782/83 wurden immer wieder Vorstöße mit ähnlich gelagerten Interessen vorgenommen, so beispielsweise für eine studentische Lesegesellschaft, noch zu kurfürstlichen Zeiten. Fast alle diese Projekte kamen über das Planungsstadium nicht hinaus oder scheiterten nach kurzer Zeit. 1844 wurde allerdings von der Lokalsektion des Großherzoglich Hessischen Gewerbevereins in Mainz eine Leseanstalt für Gewerbetreibende gegründet. Diese bestand eine Zeitlang fort und zog weitere Aktivitäten nach sich oder beeinflusste diese zumindest, wie die Gründung eines bürgerlichen Lesevereins 1863 in Mainz mit mehr als 300 Mitgliedern ein Jahr später zeigt.

## Organisation
Die Mainzer Gelehrte Lesegesellschaft gab sich von Anfang an feste Statuten und Regeln, zu denen sich die Mitglieder per Ehrenwort zur Einhaltung verpflichteten. Hier wurde definiert, wer Mitglied werden konnte, welcher Jahresbeitrag festgelegt war, welche Verhaltensregeln es in den Gesellschaftsräumen gab (so z. B. kein "vieles Komplimentieren" und kein "Spielen und Tobakrauchen, ingleichen anstößige Gespräche gegen die Religion, den Staat und die guten Sitten...") und wie sich die Führung der Gesellschaft zusammensetzte. Die allgemeine Gesellschaftsversammlung wählte im Januar jeden Jahres einen Ausschuss als Vorstand. Dieser wiederum bestimmte aus seiner Mitte in mehrheitlicher Abstimmung den Direktor. Ihm zur Seite standen ein Sekretär, ein Kassierer sowie der Provisor.
In den ersten Jahren war der Mitgliedsbeitrag variabel, später betrug er 12 Gulden pro Jahr. Dies war eine vergleichsweise hohe Summe und regelte auch in gewisser Weise die Zusammensetzung der Mitglieder.

### Mitglieder
Kurz nach ihrer Gründung hatte die Gesellschaft bereits 50 Mitglieder. Eine gedruckte Mitgliederliste von Ende 1782 listet 161 Mitglieder auf: 74 Mitglieder kamen aus dem Adelsstand, circa 40 Mitglieder standen im geistlichen oder weltlichen Dienst des Kurfürsten. 15 davon waren adelige Domherren; aus dem weltlichen Dienst kamen Hof- und Staatsräte, Militärs und Archivalräte. Acht Mitglieder waren Professoren der Universität; deren Anzahl stieg nach der Reformierung der Universität 1785 deutlich an. Der Handelsstand war lediglich mit zwei Kaufleuten vertreten. Frauen und Studierende waren prinzipiell von der Mitgliedschaft ausgeschlossen. 1790 wurden 203 Mitglieder gezählt. Empfohlene Anwärter auf Mitgliedschaft wurden per Aushang bekanntgegeben und dann durch die Mitglieder per Ballotage aufgenommen oder abgelehnt.
Prominentestes Mitglied der Gesellschaft war Georg Forster, ferner der Philosoph und spätere Jakobiner Felix Anton Blau, der Aufklärer und Reformer Anselm Franz von Bentzel-Sternau, der Jakobiner und Historiker Nikolaus Vogt oder die Universitätsprofessoren Johann Friedrich von Pfeiffer und Mathias Metternich.

### Bestand
Eine Bestandsliste, angefertigt von dem Advokaten Ludwig Köster 1790, gibt einen Einblick in das reichhaltige Angebot von Publikationen und Druckerzeugnissen kurz vor dem Übergreifen der Französischen Revolution auf Mainz:
Lokale Zeitungen wie die „Mainzer Zeitung“ oder das „Mainzer Intelligenzblatt“ wurden ergänzt um überregionale Zeitungen wie das damals auflagenstärkste Blatt, der „Hamburgische unpartheyische Correspondent“,  die „Erlanger Real-Zeitung“, die „Frankfurter Ober-Post-Amts-Zeitung“ oder die „Deutsche Chronik“. Aus Frankreich wurde das „Journal de Paris“ bezogen, aus Italien die „Notizio del Mondo“, und aus England kam „The World“. Neben zahlreichen gelehrten Zeitungen unter anderem aus Göttingen, Erfurt, Tübingen oder Frankfurt bezog man aus Jena die „Allgemeine Literatur-Zeitung“.
Vertreter der deutschen Aufklärung und Nationaljournale waren die „Berlinische Monatsschrift“, der „Teutscher Merkur“ und der „Der Neue Teutsche Merkur“ von Christoph Martin Wieland, das „Neue Deutsche Museum“, das „Journal von und für Deutschland“, das Journal des Luxus und der Moden, der Staats-Anzeiger von August Ludwig von Schlözer oder das Hamburger Politische Journal.
Auch wissenschaftlich orientierte Fachjournale wurden angeboten, so beispielsweise die „Chemischen Annalen für die Freunde der Naturlehre, Arzneygelahrtheit, Haushaltungskunst und Manufacturen“ von Lorenz von Crell, das „Neue Magazin für Ärzte“ von Ernst Gottfried Baldinger, das von Georg Christoph Lichtenberg herausgegebene „Journal der Physik“ oder das französischsprachige „Journal de Physique“.
Vervollständigt wurde das Angebot der Mainzer Gelehrten Lesegesellschaft durch Landkarten, Wörterbücher oder Nachschlagewerke wie beispielsweise die „Allgemeine deutsche Bibliothek“, das „Patriotische Archiv für Deutschland“ in 12 Bänden von Friedrich Karl von Moser oder das „Reale Staats-Zeitungs- und Conversationslexikon“.
Alle Erwerbungen wurden aus den Mitgliedsbeiträgen getätigt. Aus dem ersten Jahr der Lesegesellschaft, 1782, ist ein Vertrag mit dem Frankfurter Buchhändler Hermann bekannt, in dem dieser sich verpflichtete, pro Jahr für 300 Gulden Bücher und Zeitschriften zu liefern. Allen Mitgliedern stand es offen, Vorschläge für Neuerwerbungen zu machen, über die am Ende des Jahres der gewählte Ausschuss beriet. Alle Neueingänge wurde fortlaufend in ein Inventarisierungsbuch eingetragen, das den Mitgliedern zur Verfügung stand. Zeitungen und Zeitschriften wurden jahrgangsweise gebunden und ebenfalls vorgehalten.